# Fabio Borini
Fabio Borini Trigoria (Bentivoglio, provincia de Bolonia, Italia, 29 de marzo de 1991) es un futbolista italiano. Juega como delantero en la U. C. Sampdoria de la Serie B.

## Trayectoria
Borini comenzó a jugar al fútbol a los 9 años de edad, uniéndose en 2001 al Bologna FC de Italia, ya que él y su padre son aficionados a este equipo.
En 2007, Borini se unió al Chelsea FC. Durante la temporada 2009-10, Borini se convirtió en el goleador del equipo de reservas, convirtiendo 5 goles en 13 partidos disputados, habiendo anotado 4 goles en 8 partidos la temporada anterior, en la que también anotó 11 goles en 10 partidos con el equipo juvenil. También anotó ante el Manchester United durante la incursión del equipo en la FA Youth Cup en 2008.

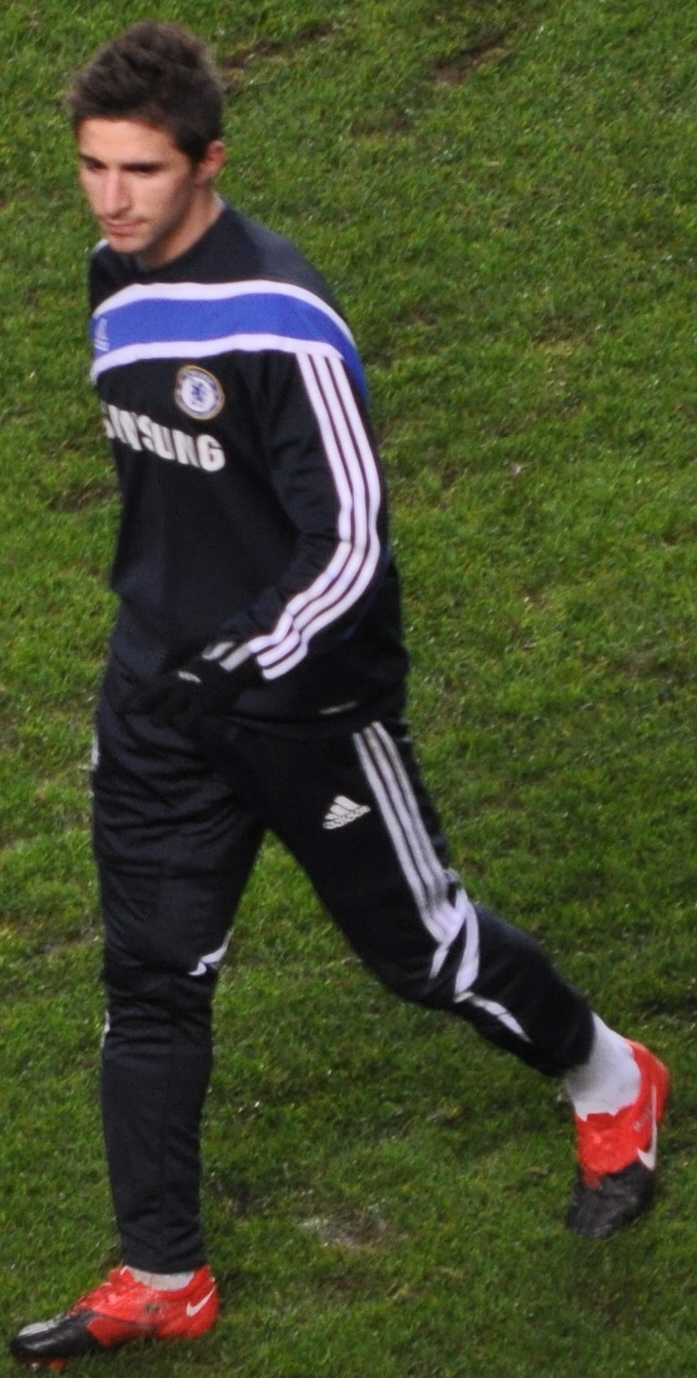
Borini entrenando con el Chelsea.

Borini rápidamente se afianzó en el equipo, lo que le valió para ser inscrito por Carlo Ancelotti en la Liga de Campeones de la UEFA 2009-10, asignándole el dorsal 45, y siendo llamado para el primer partido de la competición ante el Porto de Portugal, donde el Chelsea se llevó la victoria por 1-0, aunque Borini permaneció en la banca durante todo el encuentro. Luego, Borini debutó en la Premier League el 20 de septiembre de 2009 en la victoria por 3-0 sobre el Tottenham Hotspur, al haber entrado de cambio en el minuto 89 por Nicolas Anelka. Su debut como titular con el Chelsea fue el 23 de septiembre de 2009 en un partido de Football League Cup frente al Queens Park Rangers, donde disputó todo el encuentro. En dicho encuentro, el Chelsea se llevó la victoria por 1-0. Su segundo partido de Premier League ocurrió el 21 de noviembre de 2009 en la victoria por 4-0 ante el Wolverhampton Wanderers, luego de haber entrado de cambio en el minuto 77 por Salomon Kalou.
Su esperado debut en la Liga de Campeones ocurrió el 8 de diciembre de 2009 ante el APOEL FC, sustituyendo en el minuto 72 por Gaël Kakuta, aunque en ese encuentro el Chelsea y el APOEL empataron a 2-2. También debutó en la FA Cup el 3 de enero de 2010 frente al Watford FC, entrando de cambio en el minuto 70 por Daniel Sturridge. En ese partido, el Chelsea se impuso por 5-0. Su segundo partido de FA Cup fue el 13 de febrero de 2010 en la victoria port 4-1 ante el Cardiff City, sustituyendo en el minuto 88 a Didier Drogba. Sin embargo, Borini no fue convocado a los siguientes encuentros ya que se sometió a una operación de hernia, lo que lo dejó fuera de actividad durante algunos meses.
Al finalizar la temporada, el club le ofreció a Borini una extensión de contrato, la cual fue rechazada. Por tal razón, Ancelotti lo relegó al equipo de reservas y durante gran parte de la temporada 2010-11 Borini no fue convocado a ningún encuentro. Es por eso que clubes italianos como el Parma FC, la Juventus de Turín y la SS Lazio se mostraron interesados en contratar a Borini. El 20 de octubre de 2010, en un partido con el equipo de reservas ante el West Bromwich Albion, Borini anotó un quintuplete en la victoria de su equipo por 5-4. Luego, en diciembre de 2010, Borini sufrió una lesión en el hombro que lo mantuvo fuera de las canchas durante 2 meses. Poco después de haberse recuperado, Borini anotó un hat-trick en la victoria por 4-3 ante las reservas del West Ham United el 16 de febrero de 2011. A pesar de que Borini ha tenido buenas actuaciones en el equipo de reservas, no ha sido convocado a ningún encuentro con el primer equipo durante la temporada 2010-11. Es por esto que el 17 de marzo de 2011 fue cedido al Swansea City de la Football League Championship hasta el final de la temporada 2010-11. Dos días después, en su debut con el Swansea ante el Nottingham Forest, Borini anotó un doblete en la victoria de su equipo por 3-2. Luego, el 9 de abril, Borini anotó un gol de tiro libre desde una distancia de 27 metros en la victoria por 3-0 ante el Norwich City. Su segundo doblete con el Swansea sería el 25 de abril de 2011 en la victoria por 4-1 sobre el Ipswich Town. Dicho doblete aseguró la participación del Swansea en los play-offs de la Football League Championship. El 30 de mayo de 2011, Borini logró el ascenso con el Swansea a la Premier League con una victoria por 4-2 sobre el Reading FC.

### Parma
El 2 de julio de 2011, el Parma FC contrató de manera oficial a Borini. Sin embargo, Borini ya había firmado un precontrato de 5 años con el club italiano justo antes de haber sido cedido al Swansea. No obstante, el 31 de agosto de 2011, Borini fue cedido al AS Roma hasta el final de la temporada 2011-12.

### AS Roma
Su debut con la Roma en la Serie A sería el 11 de septiembre de 2011 en la derrota por 2-1 frente al Cagliari, al haber entrado de cambio en el minuto 80 por Pablo Daniel Osvaldo. En el siguiente encuentro ante el Inter de Milán, Fabio fue titular, siendo sustituido en el minuto 78 por Marco Borriello. En dicho encuentro, ambos equipos empataron a 0-0. El 23 de junio de 2012 la AS Roma hizo una oferta formal de 5,3 millones de euros al Parma FC, la cual el equipo Parmesano aceptó, convirtiendo a Fabio como nuevo jugador de la AS Roma.

### Liverpool
El 13 de julio de 2012, el entrenador irlandés recién nombrado como técnico del Liverpool FC Brendan Rodgers, conocedor de la valía de Fabio ya que fue entrenador suyo en los Chelsea reserves como en el Swansea, presentó una oferta formal de 7,9 millones de libras a la AS Roma por los servicios del jugador italiano. La oferta fue aceptada por el conjunto romano convirtiendo a Borini en nuevo jugador red. Fabio pidió usar la camiseta número 29
El 9 de agosto, Borini marcó su primer gol en su debut en Anfield, en un partido de la Liga Europa de la UEFA frente al FC Gomel, en el minuto 21.

### Regreso a Italia
En 2018 llegó al A. C. Milan y año y medio después al Hellas Verona.

## Selección nacional
Borini ha sido internacional con la selección de Italia sub-16, sub-17, sub-19 y sub-21. Con la sub-21 debutó el 13 de noviembre de 2009 en un partido amistoso ante Hungría, quien los derrotó por 2-0. Durante el Campeonato Europeo Sub-19 de 2010, Borini fue nombrado capitán del equipo, aunque fueron eliminados en la fase de grupos sin haber anotado en ninguna ocasión. El 29 de marzo de 2011, Borini anotó su primer gol con la sub-21 en un encuentro amistoso frente a Alemania, el cual terminó en un empate a 2-2.

### Participaciones en Eurocopas
| Eurocopa                | Sede              | Resultado  |
| ----------------------- | ----------------- | ---------- |
| Eurocopa 2012           | Polonia y Ucrania | Subcampeón |
| Eurocopa Sub-21 de 2013 | Israel            | Subcampeón |

## Estadísticas
Actualizado al último partido disputado el 9 de noviembre de 2024.
| Chelsea F. C. Inglaterra | 1.ª           | 2009-10       | 4   | 0  | 3  | 0 | 1  | 0 | 8   | 0  | 0    |
| Chelsea F. C. Inglaterra | Total club    | Total club    | 4   | 0  | 3  | 0 | 1  | 0 | 8   | 0  | 0    |
| Swansea City A. F. C. Gales | 2.ª           | 2010-11       | 12  | 6  | 0  | 0 | -  | - | 12  | 6  | 0,50 |
| Swansea City A. F. C. Gales | Total club    | Total club    | 12  | 6  | 0  | 0 | -  | - | 12  | 6  | 0,50 |
| Parma Calcio 1913 · Italia | 1.ª           | 2011-12       | 0   | 0  | 1  | 0 | -  | - | 1   | 0  | 0    |
| Parma Calcio 1913 · Italia | Total club    | Total club    | 0   | 0  | 1  | 0 | -  | - | 1   | 0  | 0    |
| A. S. Roma · Italia | 1.ª           | 2011-12       | 24  | 9  | 2  | 1 | 0  | 0 | 26  | 10 | 0,42 |
| A. S. Roma · Italia | Total club    | Total club    | 24  | 9  | 2  | 1 | 0  | 0 | 26  | 10 | 0,38 |
| Liverpool F. C. Inglaterra | 1.ª           | 2012-13       | 13  | 1  | 1  | 0 | 6  | 1 | 20  | 2  | 0,10 |
| Liverpool F. C. Inglaterra | Total club    | Total club    | 13  | 1  | 1  | 0 | 6  | 1 | 20  | 2  | 0,20 |
| Sunderland A. F. C. Inglaterra | 1.ª           | 2013-14       | 32  | 7  | 8  | 3 | -  | - | 40  | 10 | 0,25 |
| Sunderland A. F. C. Inglaterra | Total club    | Total club    | 32  | 7  | 8  | 3 | -  | - | 40  | 10 | 0,25 |
| Liverpool F. C. Inglaterra | 1.ª           | 2014-15       | 12  | 1  | 4  | 0 | 2  | 0 | 18  | 1  | 0,10 |
| Liverpool F. C. Inglaterra | Total club    | Total club    | 12  | 1  | 4  | 0 | 2  | 0 | 18  | 1  | 0,20 |
| Sunderland A. F. C. Inglaterra | 1.ª           | 2015-16       | 26  | 5  | 1  | 0 | -  | - | 27  | 5  | 0,25 |
| Sunderland A. F. C. Inglaterra | 1.ª           | 2016-17       | 24  | 2  | 2  | 0 | -  | - | 26  | 2  | 0,25 |
| Sunderland A. F. C. Inglaterra | Total club    | Total club    | 50  | 7  | 3  | 0 | -  | - | 53  | 7  | 0,25 |
| A. C. Milan · Italia | 1.ª           | 2017-18       | 29  | 2  | 4  | 0 | 11 | 3 | 44  | 5  | 0,12 |
| A. C. Milan · Italia | 1.ª           | 2018-19       | 20  | 2  | 4  | 0 | 5  | 1 | 29  | 3  | 0,11 |
| A. C. Milan · Italia | 1.ª           | 2019-20       | 2   | 0  | -  | - | -  | - | 2   | 0  | 0,00 |
| A. C. Milan · Italia | Total club    | Total club    | 51  | 4  | 8  | 0 | 16 | 4 | 75  | 8  | 0,11 |
| Hellas Verona F. C. · Italia | 1.ª           | 2019-20       | 14  | 3  | -  | - | -  | - | 14  | 3  | 0,21 |
| Hellas Verona F. C. · Italia | Total club    | Total club    | 14  | 3  | 0  | 0 | 0  | 0 | 14  | 3  | 0,21 |
| Fatih Karagümrük S. K. Turquía | 1.ª           | 2020-21       | 20  | 9  | -  | - | -  | - | 20  | 9  | 0,45 |
| Fatih Karagümrük S. K. Turquía | 1.ª           | 2021-22       | 21  | 3  | 3  | 3 | -  | - | 24  | 6  | 0,25 |
| Fatih Karagümrük S. K. Turquía | 1.ª           | 2022-23       | 30  | 20 | 1  | 1 | -  | - | 31  | 21 | 0,67 |
| Fatih Karagümrük S. K. Turquía | Total club    | Total club    | 71  | 32 | 4  | 4 | 0  | 0 | 75  | 36 | 0,48 |
| U. C. Sampdoria · Italia | 2.ª           | 2024-25       | 4   | 0  | 2  | 1 | -  | - | 6   | 1  | 0,16 |
| U. C. Sampdoria · Italia | Total club    | Total club    | 4   | 0  | 2  | 1 | 0  | 0 | 6   | 1  | 0,16 |
| Total carrera | Total carrera | Total carrera | 287 | 70 | 36 | 9 | 25 | 5 | 348 | 84 | 0,24 |
| (1) Incluye datos de la Capital One Cup (2009/10, 2013/14), FA Cup (2009/10, 2012-Act.) y Tim Cup (2011/12). (2) Incluye datos de Liga de Campeones de la UEFA (2009/10) y Liga Europea de la UEFA (2012/13). (3) Media de goles por encuentro. No incluye goles en partidos amistosos. |               |               |     |    |    |   |    |   |     |    |      |

## Palmarés

### Distinciones individuales
| Distinción                                    | Año  |
| --------------------------------------------- | ---- |
| Equipo de las Estrellas de la Eurocopa Sub-21 | 2013 |